# Chemin de Fer de Paris à Orléans et du Midi
De Chemin de Fer de Paris à Orléans et du Midi, vaak afgekort tot PO-Midi, was een vroege Franse werkmaatschappij van twee overkoepelende spoorwegondernemingen. Ze werd gevormd in 1934 door de operationele samenvoeging van de bedrijfsmiddelen van de Compagnie du chemin de fer de Paris à Orléans en de Compagnie des Chemins de fer du Midi (Compagnie des chemins de fer du Midi et du Canal latéral à la Garonne of kort Midi) zonder dat deze beide moedermaatschappijen ophielden te bestaan of hun controle verloren.
De Compagnie des chemins de fer du Midi et du Canal latéral à la Garonne was eigenaar van de spoorlijnen ten zuiden van een as Bordeaux - Toulouse - Sète, de Compagnie du chemin de fer de Paris à Orléans exploiteerde een netwerk ten westen van de boog gevormd door Quimper - Nantes - Parijs - Clermont-Ferrand - Toulouse - Bordeaux.
In 1938 werden de samenwerkingsmaatschappij en de spoorwegbelangen van beide moedermaatschappijen genationaliseerd om onderdeel te worden van de Société Nationale des Chemins de fer Français (SNCF).